# Vento geostrofico
In meteorologia dinamica il vento geostrofico è un vento teorico risultante dal perfetto equilibrio tra la forza di Coriolis e la forza dovuta al gradiente di pressione, condizione detta di bilancio geostrofico. 
Tale vento ha la caratteristica di essere diretto parallelamente alle isobare. Nonostante sia frutto di approssimazioni, si nota che alle medie latitudini le condizioni reali non differiscono molto dal bilancio geostrofico, come mostrato qui di seguito.

## Analisi di scala delle grandezze in gioco
| Velocità orizzontale                  | {\displaystyle 10} m s-1                                           |
| Velocità verticale                    | {\displaystyle 1} cm s-1                                           |
| Dimensioni orizzontali                | {\displaystyle 10^{6}} m                                           |
| Dimensioni verticali                  | {\displaystyle 10^{4}} m                                           |
| Fluttuazioni orizzontali di pressione | {\displaystyle 10^{6}} m2 s-2                                      |
| Scala temporale                       | {\displaystyle 10^{5}} s (1 giorno)                                |
| Parametro di Coriolis                 | {\displaystyle 10^{-4}} , per {\displaystyle \varphi =45^{\circ }} |

## Espressione del vento geostrofico nelle equazioni del moto per fluidi atmosferici
A partire dallo studio dei moti orizzontali in atmosfera, la cui forma vettoriale è:
{\displaystyle {\frac {D{\vec {U}}}{Dt}}=-2{\vec {\omega }}\times {\vec {U}}-{\frac {1}{\rho }}{\vec {\nabla }}p-{\vec {g}}+{\vec {F}}}
dove {\displaystyle {\vec {U}}} è la velocità della massa d'aria, 
{\displaystyle {\vec {\omega }}} la velocità di rotazione della Terra,
{\displaystyle \rho } la densità, 
{\displaystyle p} la pressione,
{\displaystyle {\vec {g}}} l'accelerazione di gravità,
{\displaystyle {\vec {F}}} le forze d'attrito
si possono scrivere le due componenti orizzontali. 
Siano quindi {\displaystyle u,v} rispettivamente la componente zonale (lungo il parallelo) e meridionale (lungo il meridiano) della velocità, si ha:
{\displaystyle {\frac {Du}{Dt}}=-{\frac {1}{\rho }}{\frac {\partial p}{\partial x}}+2\omega v\sin \varphi -2\omega w\cos \varphi +F_{x}}
{\displaystyle {\frac {Dv}{Dt}}=-{\frac {1}{\rho }}{\frac {\partial p}{\partial y}}-2\omega u\sin \varphi +F_{y}}
e ipotizzando di essere alle medie latitudini si pone {\displaystyle \varphi =45^{\circ }} in modo che il parametro di Coriolis {\displaystyle f=2\omega \sin \varphi } sia anche uguale a {\displaystyle 2\omega \cos \varphi }. 
Facendo riferimento alle dimensioni riportate in tabella si vede che i due termini dominanti delle equazioni qui sopra sono la forza dovuta al gradiente di pressione e l'effetto Coriolis, si arriva pertanto alla forma approssimata
{\displaystyle -fv=-{\frac {1}{\rho }}{\frac {\partial p}{\partial x}}}
{\displaystyle fu=-{\frac {1}{\rho }}{\frac {\partial p}{\partial y}}}
che rappresenta le due componenti del vento geostrofico. Queste due equazioni possono essere espresse da un'unica equazione (tramite analogia con il prodotto vettoriale)  
{\displaystyle {\vec {V_{g}}}={\vec {k}}\times {\frac {1}{\rho f}}\nabla p}
Queste relazioni costituiscono il bilancio geostrofico e sono importanti non solo nell'atmosfera, ma anche nell'oceano.  
Il perfetto bilancio geostrofico, cioè l'esatta uguaglianza dei termini delle due equazioni precedenti, è cosa alquanto rara in natura, tuttavia per le condizioni che si presentano in genere alle medie latitudini si può usare questa approssimazione con buoni risultati; questo può essere verificato guardando il valore del numero di Rossby che per moti a scala sinottica vale circa 0,1.